# 西安公交
西安公交，是陝西省西安市的一套公共汽車輸運系統，現由西安市公共交通总公司为主干企业，陕西平安运输集团、万通客运公司、旅商客运公司等民营企业为辅助。西安市公共交通总公司下有九个子公司：西安公交一公司、西安公交二公司、西安公交三公司、西安公交五公司、西安公交六公司、西安公交八公司、西安公交七公司、西安公交四公司，以及一个控股公司西高公司。
截至2022年西安公交线路达到499条，公交车空调化达到99.5%以上，約有7500余部公交车辆營運中。

## 线路编号
西安市公交线路表

## 车票价格
西安公交票价格执行以下标准：
1. 无人售票车：普通车壹元一票制，空调车贰元一票制。
2. 人工售票空调公交车：一般采取按里程制定的阶梯票价表。
  - 里程标准：起步2元，10公里内2元，10-15公里3元，15-20公里封顶5元。
  - 部分线路因历史原因会制定低于标准的票价，但不允许高于标准。
  - 307路线路票价表采用混合模式，陕鼓集团—灞桥区间票价按照旅游线路票价模式制定，全程5元；灞桥—大唐芙蓉园南门区间票价按照人工售票大公交空调车模式制定，全程3元；全线路全程8元，存在较多一次性长距离购票价格高于分段购票价格的现象。307路最终定性为常规公交线路。
  - 由于部分省内旅游线路路途较长等原因，按不同线路实际情况制定票价，如游1路、游2路、游3路实行人工售票一票制(票价较高)，游4路先后实行人工售票阶梯票制及无人售票不可刷卡(曾实行过每人刷卡2次的非标准票制，由于该票制不符合物价规定而很快被叫停)，环山1号线、环山2号线、306路(游5路)实行人工售票阶梯票制。

- 长安通可以在485条无人售票可刷卡公交车上使用，成人卡5折、学生卡3折、老年卡免费。也可以乘坐地铁，成人9折，学生7折，老年人分时段免费

## 公交枢纽
西安现有2处较大的公交枢纽站，为十里铺、半坡公交枢纽站，分别位于华清路十里铺转盘东北角、东三环半坡立交东北角。

## 公交车类型
西安公交车主要车型为10米至12纯电动公交车.
目前，西安公交的主力车型为比亚迪CK6100LGEV2、BYD6122LGEV1、BYD6100LGEV9、BYD6100LSEV4、BYD6850HZEV3，BYD6601B2BEV1、宇通ZK6125BEVG55等。
2021年7月，所有天燃气后置空调公交车停驶或改为公交专用车。

## 公交车能源
西安公交车线大多使用纯电动巴士，少部分使用混合动力及清洁能源CNG（压缩天然气），不再使用柴油，最后两条无轨电车已于2009年初被取消。

## 参阅
- 西安公交线路
- 西安地铁